# William Walden Rubey
William Walden Rubey (Moberly, 19 de dezembro de 1898 — Santa Mônica, 12 de abril de 1974) foi um geólogo estadunidense.